# Pacyfikacja wsi Sobień
Pacyfikacja wsi Sobień – masowa zbrodnia popełniona przez okupantów niemieckich 15 marca 1943 roku.
Sobień został spacyfikowany w odwecie za pomoc, którą mieszkańcy wsi udzielali działającym w okolicy oddziałom partyzanckim. Oddziały żandarmerii niemieckiej aresztowały kilkunastu mężczyzn, których następnie wywieziono do obozów koncentracyjnych. 28 członków ich rodzin (w przeważającej większości kobiety i dzieci) zastrzelono, a ich zwłoki spalono.

## Geneza
Od początku 1943 roku okupant niemiecki zintensyfikował przeprowadzane w całym dystrykcie radomskim łapanki i wywózki na przymusowe roboty. Wiele osób, którym udało się uniknąć aresztowania, zasilało działające w okolicy oddziały partyzanckie wspierane chętnie przez miejscową ludność. Okupanci za wszelką cenę dążyli do zlikwidowania oporu partyzanckiego. Jednym ze sposobów osiągnięcia tego celu było zastraszanie ludności cywilnej przez masowe egzekucje. Elementem tych represji było przeprowadzone 15 marca 1943 r. uderzenie oddziałów policyjnych na kilka wsi (Sobień, Skroninę, Sędów, Petrykozy i Rudę Białaczowską).  
Nie ma całkowitej zgody co do przyczyn przeprowadzenia pacyfikacji Sobienia. Przeważa pogląd, że była to zemsta za pomoc udzielaną partyzantom przez okoliczną ludność. Istnieją też jednak opinie, że w czasie, gdy przeprowadzana była pacyfikacja, aktywność partyzantów na tym terenie była znikoma, a pacyfikacja była odwetem za kradzież drewna z lasu lub za nienależyte wywiązywanie się chłopów z kontyngentów dla Niemców.

## Pacyfikacja

### Przebieg
Wczesnym rankiem 15 marca 1943 r. do Rudy Białaczowskiej przybyły silne oddziały niemieckiej policji. Część policjantów utworzyła kordon wzdłuż linii kolejowej, na odcinku Ruda Białaczowska – Petrykozy, reszta udała się w kierunku południowo-zachodnim. W międzyczasie inne pododdziały policji przybyły samochodami do Gowarczowa, po czym wyruszyły na spotkanie tej części ekspedycji karnej, która maszerowała od strony Rudy Białaczowskiej.
W składzie ekspedycji karnej znajdowali się członkowie z 3. kompanii I zmotoryzowanego batalionu żandarmerii, prawdopodobnie wzmocnieni funkcjonariuszami z innych posterunków żandarmerii oraz powiatowym plutonem żandarmerii z Końskich (w liczbie około 50–70 policjantów). Niewykluczone, że towarzyszyli im funkcjonariusze Sicherheitspolizei z placówki w Końskich. Przystąpili oni do pacyfikacji Sobienia i sąsiednich wsi.
Nad ranem Niemcy otoczyli Sobień-Piaski, po czym rozpoczęli aresztowania według przygotowanej wcześniej listy. W sumie aresztowano kilkunastu mężczyzn. Przy drodze zastrzelono czterdziestoletniego Andrzeja Smyka, który usiłował ratować się ucieczką. Niemcy nie zdołali aresztować kilku znajdujących się na liście mieszkańców, ponieważ ze względów bezpieczeństwa nie nocowali oni w swoich gospodarstwach. Aresztowanych mężczyzn zebrano w budynku szkoły, a następnie przewieziono podwodami do Małachowa, a stamtąd samochodami do aresztu w Końskich.  
W przypadku niektórych aresztowanych żandarmi dokonali egzekucji na członkach ich rodzin. W Sobieniu-Piaskach zastrzelili osiem kobiet i dwanaścioro dzieci, a ich zwłoki spalili wraz z zagrodami. W gronie ofiar znalazły się dwie kobiety, które przyprowadzono z pobliskiego Sobienia-Ludwikowa. Przed podłożeniem ognia Niemcy doszczętnie ograbili gospodarstwa, a łup wywieźli podwodami do Końskich.
Podobny był przebieg wydarzeń w Sobieniu-Starej Wsi. Nad ranem Niemcy otoczyli zabudowania, po czym aresztowali i wywieźli pewną liczbę mężczyzn. Jednocześnie zastrzelili rodzinę jednego z mężczyzn, którego nie zdołali odnaleźć, a także rodzinę jednego z aresztantów. Zginęło łącznie siedem osób (dwie kobiety i pięcioro dzieci). Zwłoki spalono wraz z zagrodą, na terenie której ofiary zostały zamordowane. W dodatku spalono oborę i stodołę należącą do innej rodziny.

### Ofiary
W trakcie pacyfikacji zamordowano łącznie 28 mieszkańców Sobienia, w tym 10 kobiet, 17 dzieci i jednego mężczyznę. Najmłodsza z ofiar, Helena Olczyk, była niemowlęciem.
Osiemnastu mężczyzn z Sobienia (według innych źródeł – szesnastu) osadzono w więzieniu w Końskich. Wodę i żywność wydano im dopiero po trzech dniach. Z ustaleń śledztwa Okręgowej Komisji Badania Zbrodni Hitlerowskich w Kielcach wynika, że siedemnastu więźniów wywieziono do obozów koncentracyjnych, gdzie jedenastu poniosło śmierć. Losu osiemnastego więźnia nie udało się natomiast ustalić. Inne źródła podają, że w obozach zginęło dziewięciu mieszkańców Sobienia, których aresztowano 15 marca 1943 roku.
Zniszczeniu uległo 15 zagród, z czego trzynaście w Sobieniu-Piaskach, a dwie w Sobieniu-Starej Wsi.
W sąsiednich miejscowościach zamordowano tego dnia 19 osób, aresztowano 17 mężczyzn i spalono cztery zagrody.

## Upamiętnienie
Szczątki pomordowanych spoczęły na cmentarzu w Białaczowie.
W 1993 r., w 50. rocznicę pacyfikacji wsi, na skrzyżowaniu dróg przy wjeździe do Sobienia od strony Białaczowa wzniesiono pomnik upamiętniający pomordowanych mieszkańców. Na pomniku znajduje się tablica z nazwiskami 30 osób. 28 z nich to osoby zastrzelone podczas pacyfikacji wsi 15 marca 1943 r. Ostatnie dwa nazwiska to osoby, które zginęły przypadkowo podczas wymiany ognia między partyzantami z OP AK "Błysk" i żandarmerią niemiecką 9 maja 1944 r. Pomnik ufundowali mieszkańcy wsi Sobień, urząd i samorząd gminy Białaczów oraz ŚZŻAK w Opocznie. 